# Madame Trudaine
El Retrato de Madame Marie-Louise Trudaine es un retrato inacabado de 1791–1792 de Marie-Louise Trudaine del pintor francés neoclásico Jacques-Louis David. Fue encargado a David por sus cuñados, los hermanos Trudaine (la familia Trudaine había proporcionado a Francia importantes altos funcionarios, como Daniel-Charles Trudaine, desde el siglo XVII) que dieron la bienvenida a David, el poeta André Chénier y otros artistas importantes de la época, en su salón parisino en la plaza de los Vosgos. La dama aparece sentada en una silla sencilla, con los brazos cruzados sobre su regazo y llevando un sobrio vestido azul oscuro, faja azul y un cuello blanco de muselina. Su expresión es preocupada, reforzada por el fondo pincelado y el cabello descuidado.
David se radicalizó al mismo tiempo que la Revolución francesa en 1792, siendo elegido diputado de la Convención Nacional, convirtiéndose en un extremista, a diferencia de la familia Trudaine, que optó por la oscuridad. David cortó su relación con ellos y dejó el retrato inacabado.